# El Niño-Oscilação do Sul

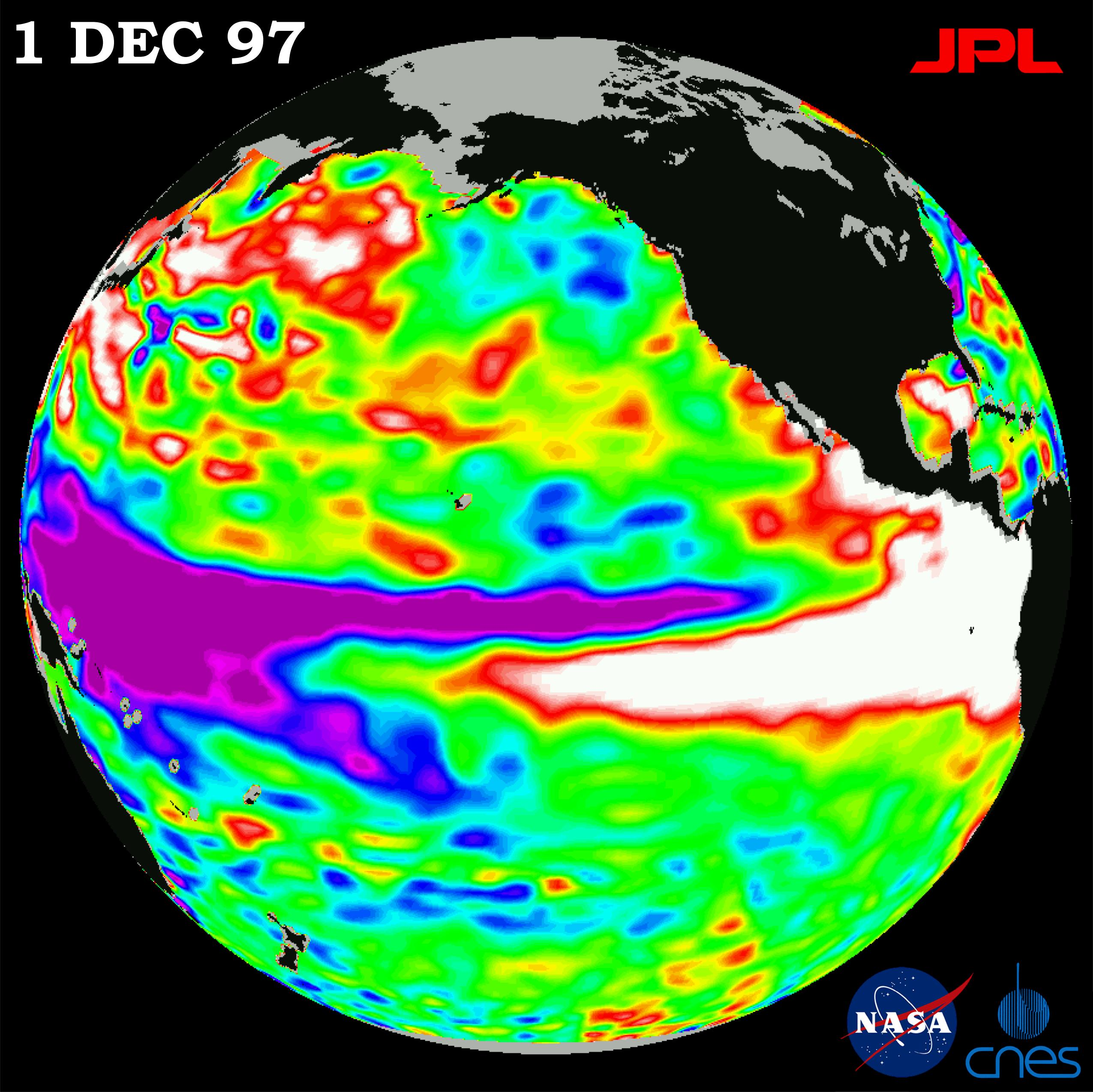
Mapa do nível do mar durante o evento do El Niño mais intenso do século XX0, medido a 1 de dezembro de 1997. Nas zonas brancas, onde há aquecimento anómalo, se indica uma elevação do nível do mar de 14 a 32 centímetros acima do normal; e as zonas púrpuras indicam uma descida da superficia em pelo menos 18 cm. Em verde mostra-se condições normais

O El Niño-Oscilação do Sul, ENOS ou ENSO (inglês), é um padrão climático que consiste na oscilação dos parâmetros meteorológicos do Pacífico equatorial a cada certo número de anos. Apresenta duas fases opostas, uma de aquecimento e chuvas no Pacífico oriental conhecido como o fenómeno de el Niño e a outra fase de arrefecimento chamado La Nina. Esta oscilação da temperatura é oceánica e atmosférica, e está a sua vez relacionada com o fenómeno atmosférico denominado Oscilação do Sul, o qual consiste numa oscilação da pressão atmosférica no Pacífico ocidental. A relação ou acoplamento entre estes fenómenos traz grandes consequências climáticas em grande parte do mundo.

## História
Charles Todd, em 1888, sugeriu que as secas na Índia e na Austrália tendiam a ocorrer ao mesmo tempo; Norman Lockyer notou o mesmo em 1904. Identificou-se uma conexão no Peru entre as chuvas e inundações de 1891 com o calor que trouxe o chamada corrente del niño e a irrupção dos ventos alísios do norte em Víctor Eguiguren Escudero (1852–1919) e de 1895 por Federico Alfonso Pezet (1859–1929). Em 1924, Gilbert Walker (por quem a circulação Walker nomeou-se) assim o termo "Oscilação Sul". Ele e outros (incluindo ao meteorólogo noruego-estadounidense Jacob Bjerknes) acreditam-se em ter identificado o efeito El Niño.
Jacob Bjerknes postulou em 1969 que o El Niño está normalmente relacionado com a Oscilação do Sul, já que está presente uma relação física entre a fase de alta pressão anómala no Pacífico ocidental, com a fase de aquecimento pouco frequente do Pacífico oriental, o que vai acompanhado com um debilitamento dos ventos alísios do leste; pelo que a baixa pressão do Pacífico ocidental se vincula com um arrefecimento do Pacífico oriental (fenómeno do El Niña), com o fortalecimento dos ventos do leste.

## Desenvolvimento

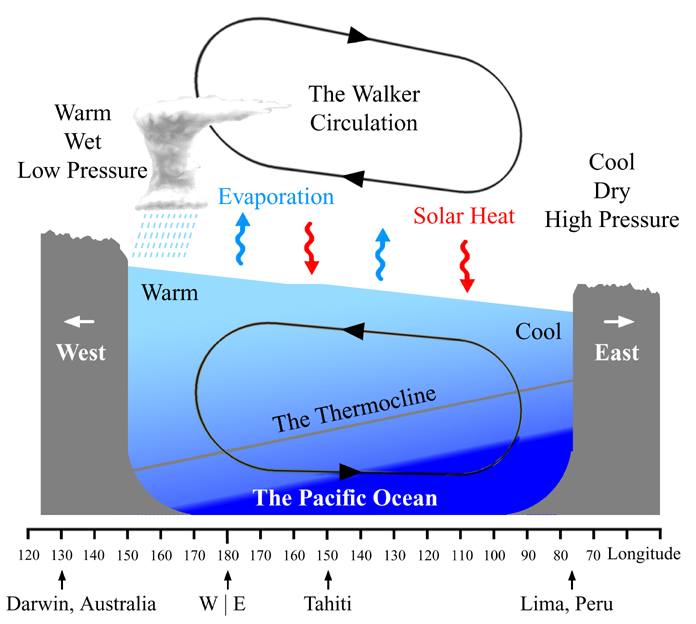
Desenvolvimento da célula de Walker durante um evento da El Niña

A ENOS constitui  um padrão climático cíclico, mas não periódico; é cíclico porque apresenta duas fases, a fase quente corresponde ao el niño, e a fase fria à Niña, mas não é periódico porque estas fases não se apresentam com uma frequência determinada regular, ainda que se dá a cada certo número de anos. As duas fases relacionam-se com a célula de Walker, descoberta por Gilbert Walker a princípios do século XX. A circulação atmosférica de Walker é causada pela força de gradiente de pressão que resulta de um sistema de alta pressão sobre o Oceano Pacífico oriental e um sistema de baixa pressão sobre Melanésia. Quando a circulação de Walker se enfraquece ou se investe, se produz um fenómeno del niño, que faz que a superfície do oceano seja mais quente que a média, já que o surgimento de água fria se retrae ou anula. Uma circulação especialmente forte de Walker é causa da la Niña, o que dá como resultado temperaturas marinhas mais frias devido ao aumento do afloramento.

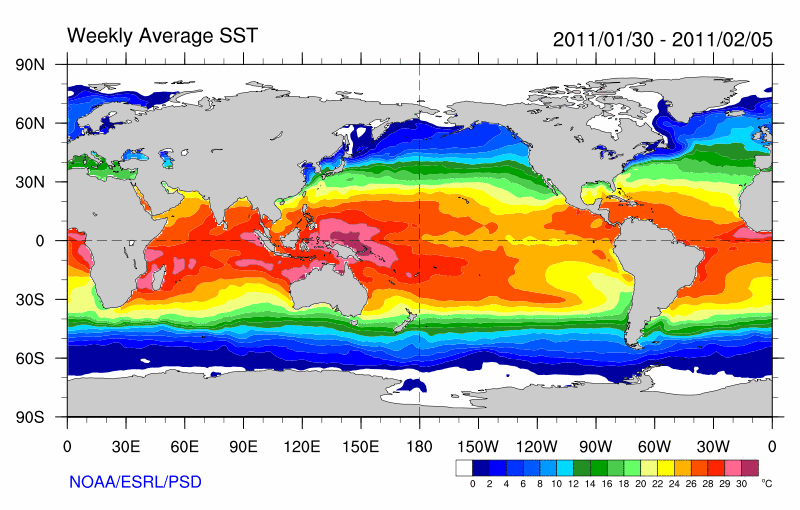
Mapa global da temperatura média durante La Niña de fevereiro de 2011. Observação da função da piscina quente no Pacífico Ocidental

Por outro lado, a rotação da Terra produz o efeito Coriolis, produzindo que se acumule mais calor no Pacífico ocidental, formando a conhecida "piscina quente" especialmente entre as regiões de Melanésia e Micronésia, onde as águas superam os 30°C. Este calor propaga-se para o oeste mediante as ondas de Rossby equatoriais, as quais são lineares, atmosféricas e oceánicas. A força que equilibra ao efeito Coriolis/Rossby é a onda Kelvin, a qual tem uma deslocação linear (é uma onda longitudinal), não dispersiva; e vai para o este sobre a linha do equador, isto é, na contramão da corrente Sul Equatorial. Quando a onda Kelvin equatorial chega a América do Sul (Equador), se desvia principalmente ao sul em direcção à costa peruana e seguindo o trajecto da corrente de Humboldt; o que constitui a onda Kelvin costeira. As ondas Kelvin estão relacionadas com o enfraquecimento dos ventos alísios meios, os quais desequilibran a pendente de isogramas.

## Intensidade

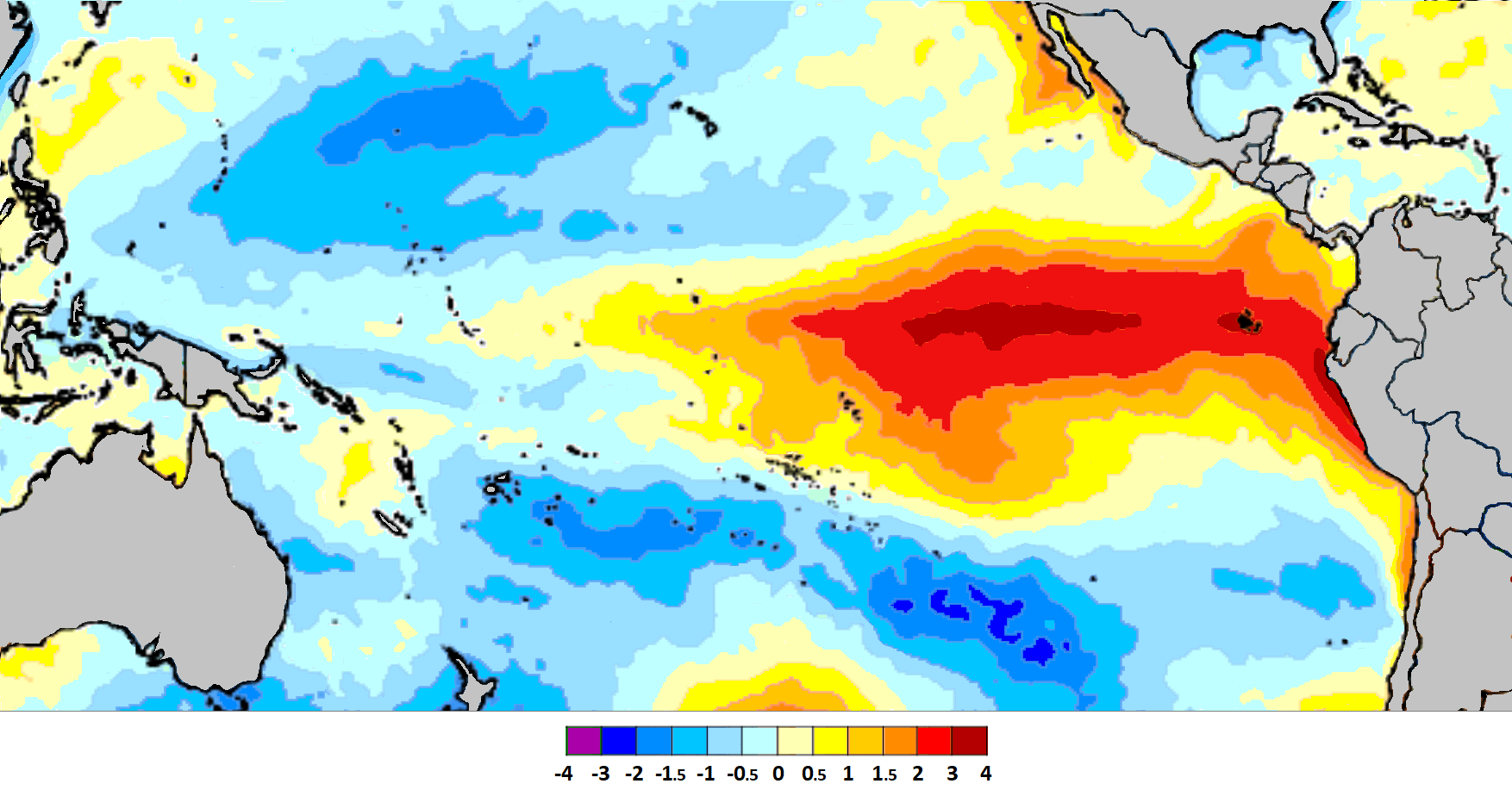
Mapa das temperaturas anómalas da superfície oceánica durante a máxima expansão do evento do el niño 1982-83 em janeiro de 1983.

Para medir a intensidade de um evento climático relacionado com ENOS, toma-se em conta as medidas de temperatura anómalas, que medidas em área geográfica determinada constituem o índice correspondente. Usa-se as seguintes qualificações:
- De 0 a 0.5°C, considera-se que as condições climáticas são normais.
- De 0.5 a 1°C, considera-se que um evento é "débil", se é quente será um evento do el niño e se é arrefecimento será da la Niña.
- De 1 a 1.5°C, trata-se de um evento moderado.
- De 1.5 a 2°C, será um evento forte.
- Maior ou igual a 2°C, o evento qualifica-se como "muito forte". No caso do el niño, também se denomina Meganiño, Superniño ou Niño extraordinário, e tem graves consequências sobre a região pela produção excessiva de chuvas.

Para qualificar um evento, as medidas anómalas devem atingir as faixas durante ao menos um lapso de três meses.

## Regiões Niño

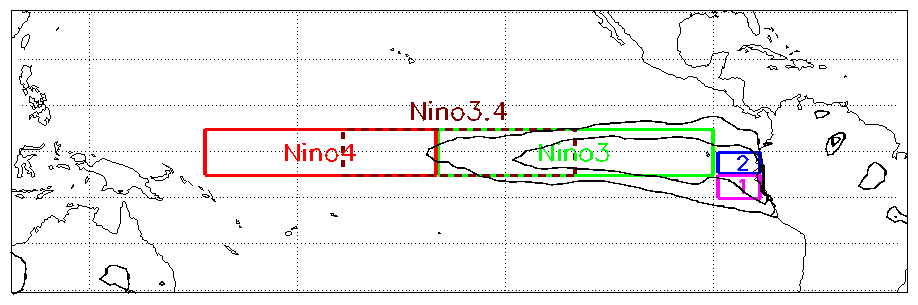
Regiões Niño e sua comparação com El Niño de 1997

Para uma medida padronizada e mais precisa, dividiu-se ao Pacífico equatorial nas seguintes regiões Niño:
- Regiões oceánicas: De sua medida deduze-se a presença de el niño ou La Niña propriamente ditos, ou mais especificamente do el Niño ou La Niña globais.
  - Niño 4: Região localizada no Pacífico equatorial centro-ocidental que está delimitada pelos meridianos 150°Ou a 160°E e os paralelos 5°N a 5°S, pelo que se situa em Polinésia, parte da Micronésia e inclui a linha de mudança de data.
  - Niño 3: No Pacífico equatorial centro-oriental que está delimitada pelos meridianos 90°Ou - 150°Ou e os paralelos 5°N – 5°S, pelo que é uma região em maior medida deshabitada.
  - Niño 3.4: Situada no Pacífico equatorial central, está formada por parte de Niño 3 e Niño 4, delimitando-seà 120°Ou - 170°Ou e 5°N - 5°S.

- Regiões costeiras: Situadas em águas próximas à costa sudamericana, justo ao sul da linha equatorial. De sua medida deduze-se a presença do Niño costeiro ou da La Niña costeira.
  - Niño 2: Região localizada no Pacífico equatorial oriental costeiro que está delimitada pelos meridianos 80°O - 90°O e os paralelos 0° - 5°S, pelo que se situa entre as ilhas Galápagos e Equador.
  - Niño 1: No mar em frente à costa do norte de Peru e delimitada a 80°O - 90°O e 5°S - 10°S.
  - Niño 1+2: É o somatório das regiões Niño 1 e Niño 2.

## Índices de medida

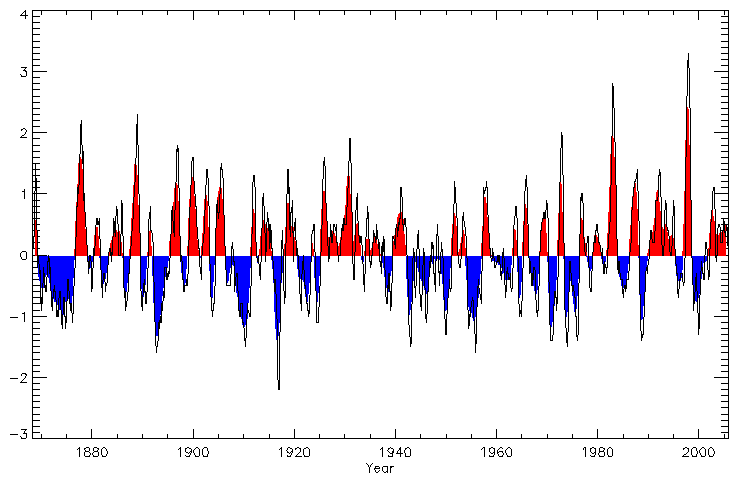
Índice oceánico del niño desde 1868 até 2006, calculado pela Agência Meteorológica do Japão.

- ONI: É o "Índice del niño Oceánico (Oceanic Niño Index), o qual está baseado na medida média da temperatura da superfície do mar (TSM) da regiãel niño 3.4 (região oceánica).[11] É o índice mais usado para a medida del niño-Oscilação do Sur por sua influência sobre o clima global.
- ICEN: É o "Índice Costeiro El Niño”, o qual está baseado na medida térmica da regiãel niño 1.2 (região costera). Foi definido pelo Comité ENFEN com a finalidade de identificar a ocorrência e magnitude do Niño costeiro e a La Niña costeira em frente ao litoral peruano.[12]
- SOI: É o "Índice  de oscilação sul" (Southern Oscillation Index) está baseado na medida da Oscilação do Sur, a qual apresenta relatórios desde 1876 das variações da pressão atmosférica entre a Polinésia francesa e o norte de Austrália.[13]

## Variantes

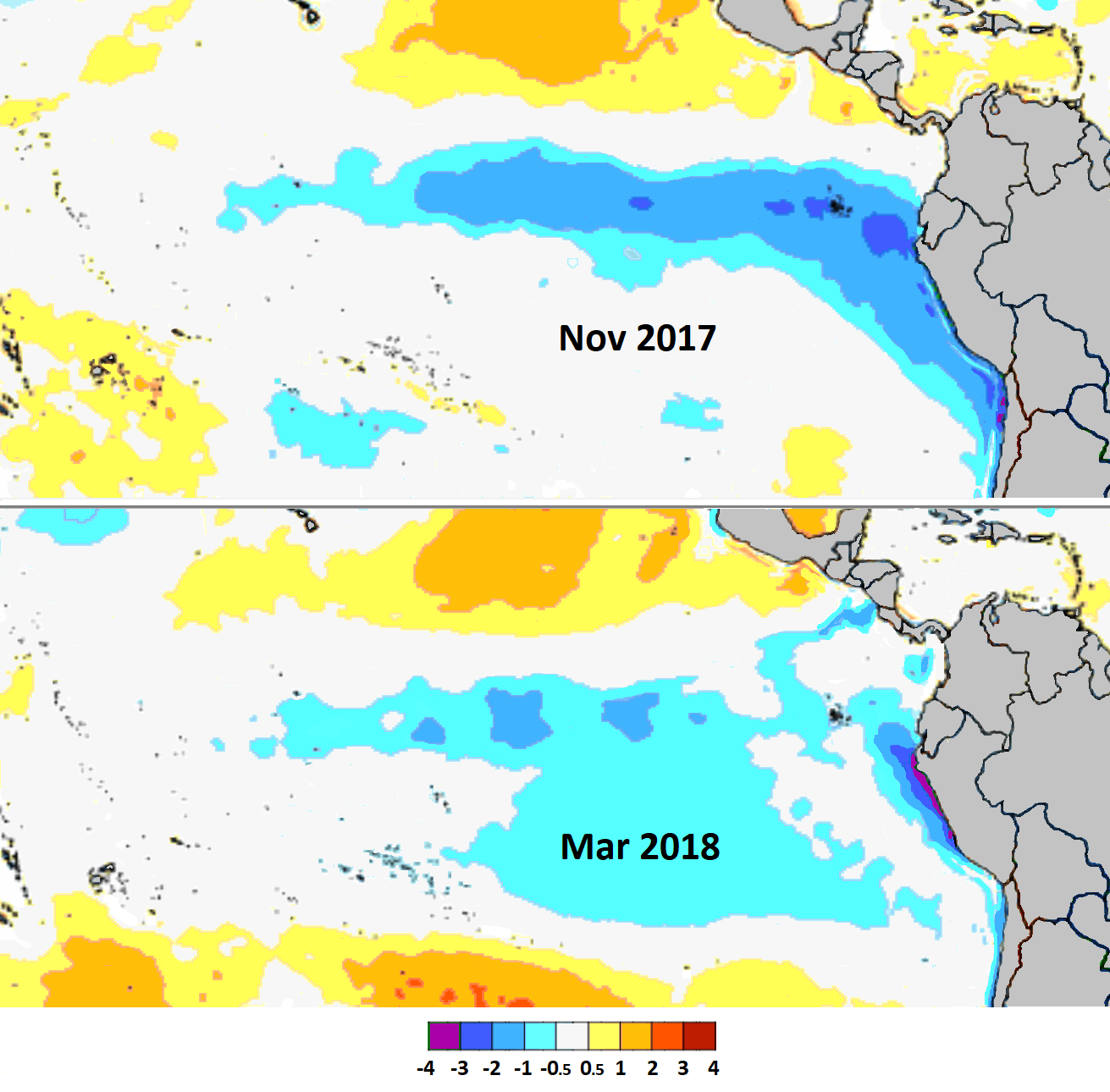
Evento da la Niña de 2017-18. Máximo desenvolvimento (la Niña global) em novembro de 2017 e máxima intensidade no litoral (La Niña costeira) em março de 2018

O padrão ENOS, ao tratar de uma oscilação entre a pressão atmosférica entre o Pacífico oriental e o ocidental, manifesta-se principalmente em variações importantes da temperatura nas diferentes regiões Niño; podendo produzir-se alguns dos seguintes eventos:
- Eventos globais: O padrão ENOS global,[14] também chamado ENOS tradicional ou canónico, implica que um evento ocorre em todas as regiões Niño (1, 2, 3 e 4) pelo que afecta a temperatura do Pacífico equatorial central, mas em especial o oriental, pelo que também se lhe chama ENOS do Pacífico oriental (EP-ENSO em inglês).[15] Se um evento é muito intenso, afecta o clima a escala global, sentindo-se efeitos climáticos de diverso tipo na maior parte do continente americano desde o Alasca até ao Chile, também na maior parte de Oceania, na Índia, Sudeste da Ásia, e inclusive no Japão e Sudeste da África.[16]
- Eventos modoki: Ocorre nas regiões Niño 3 e 4, pelo que não atinge às regiões costeiras, isto é, a região el niño 1.2 apresenta simultaneamente condições neutras ou opostas em relação à região 3.4. Em japonês, modoki significa  "similar, mas diferente" e dá lugar ao desenvolvimento de um Niño modoki ou la Niña modoki.[17] Também se lhe chama ENOS do Pacífico central (CP-ENSO em inglês) ou ENOS da Linha de data (por se situar na Linha internacional de mudança de data).
- Eventos costeiros: Ocorre nas regiões Niño 1 e 2 que correspondem ao Pacífico oriental costeiro, pelo que se manifesta no mar de Peru e Equador. Dá lugar ao desenvolvimento dos eventos do Niño costeiro e a Menina costeira.[18] Estes eventos costeiros não estariam directamente relacionados com a Oscilação do Sul, no entanto, um evento costeiro costuma apresentar ao início ou ao final de um evento global; por exemplo, el niño costeiro de 1925 precedeu ao el niño global de 1925-26, enquanto o Niño costeiro de 2017 sucedeu ao el niño global de 2014-16.

Mapa animado das temperaturas anómalas do Pacífico equatorial durante El Niño de 1997-98, seguido por um evento de La Nina

Como exemplo destas variantes, pode-se observar que no evento de El Niño de 1997-98 de grande envergadura (ver mapa animado adjunto), começou como um Niño costeiro débil em abril de 1997 que passa depois a muito forte em maio; o El Niño foi crescendo para o oeste até definir-se um Niño global muito forte em agosto do mesmo ano que durou até janeiro de 1998; seguidamente, em junho de 1998 o El Niño vai desvanecendo-se à maneira de um Niño costeiro forte, enquanto ao mesmo tempo aparece uma la Niña modoki de débil a forte. Finalmente, para agosto do mesmo ano El Niño está extinguido e estabeleceu-se uma la Niña modoki muito forte na região oceánica Niño 3.4.